# 陆康
陆康（126年—195年），字季宁，吴郡吴县（今江苏苏州）人，东汉末年人物。東漢官員。陆康是吴郡陆氏子弟。

## 生平
陆康年轻时就有义烈之名。最早先受扬州刺史臧旻推举为茂才，然後出任高成县令（在今河北省盐山县一带）。由于高成县地处偏远，当地治安很乱，每户人家都备有弓弩，而每次县令一到，首先就征发民力修建城墙。陆康到任后，将这些人遣散，百姓大悦，又以树立恩信为方法，连盗贼都逐渐被收服了。州郡上表彰他的功绩，于光和元年（178年）升任武陵太守，后来又转任桂阳、乐安两地，所到之处都得到称赞。
之后，汉灵帝为了要铸造铜人，大幅加征税收，百姓贫苦。陆康上表劝谏，被宦官误谗为诽谤圣明的大不敬，幸而御史刘岱仔细研究了表文后，上奏解释，才只以罢官返乡论处。不过之后，朝廷又重新征召了陆康，担任议郎。
此时庐江郡出现盗贼黄穰等人，连结江夏等地的势力，多达十余万，攻陷了四个县。朝廷于是任命陆康为庐江太守。陆康就任后，赏罚分明，击破了黄穰等，其它残余也纷纷归降。汉灵帝表彰了陆康的功绩，封陆康之孙陆尚为郎中。汉献帝继位后，天下大乱，陆康冒险派遣孝廉进贡朝廷，被加封忠义将军，秩达中二千石，已经是九卿级别。
当时，袁术的割据势力屯重兵在邻郡九江郡的郡治－寿春，袁因为军队缺粮，向陆康索要米三万斛。陆康认为袁术是叛逆，闭门不与之来往，而且整修战备准备迎敌。袁术大怒，派遣孙策攻打陆康，将庐江城池层层包围。陆康率军队固守，手下士兵之前有休假外出的，闻讯皆返庐江，乘夜爬城墙回来帮助守卫。陆康一直坚守了二年，城池才陷落。之后月余，他就病逝，时年70岁。陆康宗族百余人，逢此战乱及饥荒，死了近一半。

## 家庭
- 祖父：陆续，载于《后汉书·独行列传》。
- 父亲：陆褒，“有志操”，朝廷多次征召为官都不就。
- 兄长：陆纡，字叔盘，东汉城门校尉，敏淑有思学。陆纡子九江都尉陆骏，字季才。陆骏子陆逊。
- 子：陆儁，陆康死后朝廷追念功绩加封为郎中。
- 女：陆氏，顾雍妻。
- 幼子：陆绩，有“怀橘陆郎”之典故，后官至东吴郁林太守。
- 孙：陆尚，因陆康平定庐江之功被封为郎中。
- 从孙：陆逊，自幼丧亲而跟随陆康居住，比陆绩还年长，东吴名将。

## 動漫遊戲
- 《蒼天航路》（王欣太）
- 《火鳳燎原》（陳某）:並登場，劇情設定於孫策投袁術時，並奉命攻打盧江，孫策以五日時間破城，其後陸康被偽裝成孫策之凌操所殺害。

## 评价
- 范曄《后汉书》：“伋牧朔籓，信立童昏。诗守南楚，民作谣言。奋驰单乘，堪驾毁辕。范得其朋，堂任良肱。二苏劲烈，羊、贾廉能。季宁拒策，城陨冲輣。”

## 延伸阅读
[在维基数据编辑]
 《三國志/卷57》，出自陳壽《三國志》
 《後漢書·卷31》，出自范晔《後漢書》